# Свети Димитър (Клисура)
Вижте пояснителната страница за други значения на Свети Димитър.
„Свети Димитър“ (на гръцки: Αγίου Δημητρίου) е православна църква в костурската паланка Клисура (Влахоклисура), Егейска Македония, Гърция, част от Костурската епархия.

## История
Църквата е построена в 1856 година в Долната махала на Клисура на мястото на стар храм, който според традицията датира от 1700 година. Според Николаос Сьокис между 1700 и 1773 година Клисура е седалище на костурския митрополит.
В 1996 година църквата е обявена за защитен паметник.

## Описание
Църквата представлява трикорабна базилика с притвор. Има триетажна каменна камбанария. В интериора има резбовани декоративни елементи с изключително качество. Дърворезбованият иконостас на храма е от 1819 година, а проскинитарият от 1820 година. Спомоществуватели на иконостаса, проскинитария и владишкият трон са Георгиос Урман и Георгиос Басиос, както и шивашкият и млекарският еснаф в Цариград. Стенописите са дело на хионадски, самарински и клисурски зографи. В храма за запазени два ценни дискоса, единият от 1746 година, четири евангелия със сребърни обкови, сватбени венци и други, както и 44 ценни икони.